# Allopsocus
Genre
Allopsocus est un genre d'insectes psocoptères de la famille des Pseudocaeciliidae. 

## Systématique
L'identité d'Allopsocus est longtemps restée une énigme car il n'en restait que l'extrémité des ailes de l'holotype. Après découverte de nouveau matériel, le genre a pu être redécrit d'une manière complète.

## Liste d'espèces
Selon  Species File (23 janvier 2021) :
- Allopsocus marginalis Banks, 1920 - espèce type[3]
- Allopsocus medialis New, 1977

## Publication originale
- (en) Banks, Nathan, 1868-1953, « New neuropteroid insects », Bulletin of the Museum of Comparative Zoology, Cambridge, Inconnu, vol. 64, no 3,‎ 1920, p. 297-362 (ISSN 0027-4100 et 1938-2987, OCLC 1641426, DOI 10.5962/BHL.TITLE.28705, lire en ligne).